# Mitrailleuse Kalachnikov
Pour les articles homonymes, voir PK et Kalachnikov.
La mitrailleuse Kalachnikov, plus connue sous les initiales PK de son nom russe : пулемёт Калашникова, poulemiot Kalachnikova, est une mitrailleuse soviétique adoptée en 1961 et produite depuis lors à plus d'un million d'exemplaires. Comme l'indique sa désignation officielle, elle exploite le mécanisme du célèbre fusil d'assaut AK-47 adapté à une munition plus puissante. Elle fut rapidement adoptée par les armées du pacte de Varsovie puis fut diffusée mondialement.

## Développement
Après la fin de la Seconde Guerre mondiale, l'URSS développa différentes mitrailleuses légères pour équiper l'infanterie de l'armée soviétique, notamment la Degtiarev RPD et la Kalachnikov RPK. Toutes deux étaient chambrées en calibre 7,62 x 39 mm, le même que celui de l'AK-47. Il apparut cependant que si cette munition était adaptée aux fusils d'assaut, elle avait une précision et un pouvoir de pénétration insuffisants pour être employée sur des fusils-mitrailleurs avec une cadence de tir plus élevée que les fusils d'assaut.
En 1955, la Direction principale de l'artillerie et des missiles de l'Union soviétique (GRAU) définit le cahier des charges pour le nouveau fusil-mitrailleur. Une compétition pour la conception d'une nouvelle arme fut donc lancée. Les ingénieurs soviétiques Grigory Nikitin et Yuri Sokolov travaillaient déjà depuis plusieurs années à un autre projet pour répondre à la même demande. Un premier prototype fut présenté à l'armée vers 1957-1958 : la Nikitin-Sokolov PN1. L'armée apprécia le prototype et commanda quelques centaines d'exemplaires pour passer les tests d’État. Cependant, l'arme présentait quelques défauts, le principal défaut étant que l'arme ne résistait pas très bien à l'eau ou à la neige. L'eau et la neige avaient tendance à entrer dans le piston à gaz. Si, après le tir, la mitrailleuse était dans l'eau, après deux ou trois coups de feu, la mitrailleuse ne pouvait tirer exclusivement qu'au coup par coup. Après un seul tir, le tireur devait recharger l'arme, c'est-à-dire déplacer la culasse manuellement deux ou trois fois.
L'armée demanda donc à Nikitin de régler ce problème, mais l'ingénieur mettait trop de temps à le régler. Afin de forcer Nikitin à travailler plus vite, la Direction principale de l'artillerie et des missiles décida, en 1958, de relancer la compétition en faisant appel au d'ores et déjà célèbre Mikhaïl Kalachnikov, alors qu'en parallèle, celui-ci travaillait déjà sur le design de l'AKM et du RPK. Il accepta la tâche malgré sa charge de travail et le fait que la PN1 de Nikitin avait déjà été choisie par l'armée et que ce dernier était soutenu par certains ministères et hauts gradés. Kalachnikov développa donc la première version de la PK et, vers 1960-1961, elle passa les tests d’État contre la PN1. Le résultat fut sans appel. Non seulement la PK pouvait parfaitement résister à l'eau, mais elle était également beaucoup plus facile à entretenir et fabriquer, car elle réutilisait les mêmes bandes de munitions que la mitrailleuse Maximm ou la SG-43, alors que la PN1 utilisait un nouveau de type de bandes qui n'était pas encore en production à l'époque. De plus, selon Kalachnikov, ses concurrents ont tenté de biaiser le test en demandant aux opérateurs de baisser la cadence de tir à cause d'un chevauchement des bandes lors de longues rafales. Il y a légalement eu un autre incident lors du test, selon Kalachnikov, le recul de la PN1 était mal réparti et une grande partie se retrouvait dans la crosse ; la pression était si forte qu'un des soldats chargés de tester la PN1 se cassa la pommette.
Au vu des résultats des tests, l'armée préféra le design de Kalachnikov. En 1961, la mitrailleuse universelle Kalachnikov de calibre 7,62x54R mm a été adoptée et mise en production à l'usine d'Izhmash, dans l'Oural. Cependant, pour des raisons politiques et de répartition du travail entre les différentes industries soviétiques, la version de Nikitin ne fut pas totalement abandonnée et le trépied qu'il avait développé pour la PN1 fut réutilisé sur la PKB.

## Description
La PK pèse un peu moins de 9 kg lorsqu'elle est employée avec un bipied, ce qui est loin d'être excessif pour une arme de cette catégorie. Elle reste donc facilement manœuvrable malgré sa longueur dépassant 1,10 m.
Concernant son système de tir, elle dispose d'une culasse rotative très similaire à celles de l'AK et du RPK. Elle a cependant été élargie et renforcée pour pouvoir supporter la plus grande puissance de la munition utilisée par la PK. Le rechargement de l'arme se fait grâce au gaz produit par le tir des cartouches : lorsque la première a été percutée, le gaz créé par l'explosion de sa charge de poudre est réutilisé pour faire reculer la culasse, éjecter la douille et la remplacer par la cartouche suivante. Les mécanismes internes de la PK sont remarquables de simplicité, à l'instar de ceux de l'AK, et sont à l'origine de la grande fiabilité de la mitrailleuse. Le système de queue de détente et de gâchette est notamment hérité de la RPD. La PK peut être placée en mode « tir automatique » ou « sécurité » ; il n'existe pas de mode semi-automatique ou rafale.
La PK dispose d'un canon lourd mesurant plus de 650 mm et pesant dans son ensemble 2,4 kg ; cette longueur imposante lui offre une bonne précision et évite que sa température n'augmente trop vite. L'alésage du canon (intérieur du canon) dispose d'une surcouche en chrome. En effet, la cadence de tir impressionnante de la plupart des mitrailleuses ainsi que la puissance de leurs munitions amènent logiquement leur canon à surchauffer en cas d'utilisation trop intensive. Celui de la PK, qui est refroidi à l'air, est donc doté d'une poignée permettant de le retirer et de le remplacer facilement, même dans le feu de l'action. Le PKM peut tirer environ 400 cartouches avant de surchauffer et de commencer à se déformer. Elle est, de plus, équipée d'un bipied pour une meilleure stabilité de l'arme lors du tir.
L'alimentation de la PK se fait par bandes de cartouches stockées dans des boîtes métalliques d'une capacité de 100, 200 ou 250 munitions, bien que ces deux derniers modèles soient généralement utilisés dans des positions défensives fixes, à cause de l'encombrement important qu'ils entraînent. Les munitions s'insèrent dans la partie droite de l'arme. Les bandes de cartouches sont en métal et sont insécables, c'est-à-dire que la bande de munitions va rester une et unie, après le tir, et pendre à la culasse du PKM jusqu'à la fin de la rafale ou, que l'opérateur ne la détache manuellement. Ce système de munitions présente des désavantages en termes d’encombrement et d'entretien, mais cela permet aussi de réduire grandement le temps de rechargement, car le soldat a juste à remettre les munitions dans la bande plutôt que de remonter toute la bande manuellement. Du temps de l'Union soviétique, il y a eu certaines tentatives de remplacer les bandes en métal insécables par des bandes en polymère sécables. Cependant, cette technique n'avait pas été retenue à cause des fortes chaleurs créées par la PKM qui déformaient le polymère. En 2015, l'Ukraine avait relancé ce projet, ces bandes ne sont jamais entrées en grandes quantités dans l'armée, mais elles sont utilisées pendant l'invasion russe de 2022,. La cadence de tir maximum est de 650 cartouches par minute. La PK peut donc fournir une puissance importante, que ce soit en termes de capacité de pénétration ou de cadence de tir.

## Les différentes versions de la PK
La Poulemiot Kalachnikov fut déclinée en PKS, PKT et PKB. Sa version modernisée PKM eut droit aux mêmes variantes, dont la plus récente est la Petcheneg.
|  |  |  |  |                      |                      |                      |                      |                      |                      |  |  |                      |                      |                      |                      |                      |                      |  |  |                  |                  |                  |                  |                  |                  |      |      |                     |                     | PK (1961)           |                     |                     |                     |  |  |                         |                         |                         |                         |                         |                         |      |      |      |      |  |  |  |  |  |  |  |  |  |  |  |  |      |      |      |      |      |      |  |  |  |  |  |  |  |  |  |  |  |  |  |  |  |  |  |  |  |  |  |  |  |  |
|  |  |  |  |                      |                      |                      |                      |                      |                      |  |  |                      |                      |                      |                      |                      |                      |  |  |                  |                  |                  |                  |                  |                  |      |      |                     |                     |                     |                     |                     |                     |  |  |                         |                         |                         |                         |                         |                         |      |      |      |      |  |  |  |  |  |  |  |  |  |  |  |  |      |      |      |      |      |      |  |  |  |  |  |  |  |  |  |  |  |  |  |  |  |  |  |  |  |  |  |  |  |  |
|  |  |  |  |                      |                      |                      |                      |                      |                      |  |  |                      |                      |                      |                      |                      |                      |  |  |                  |                  |                  |                  |                  |                  |      |      |                     |                     |                     |                     |                     |                     |  |  |                         |                         |                         |                         |                         |                         |      |      |      |      |  |  |  |  |  |  |  |  |  |  |  |  |      |      |      |      |      |      |  |  |  |  |  |  |  |  |  |  |  |  |  |  |  |  |  |  |  |  |  |  |  |  |
|  |  |  |  | PKM (1969)           | PKM (1969)           | PKM (1969)           | PKM (1969)           | PKM (1969)           | PKM (1969)           |  |  |                      |                      |                      |                      |                      |                      |  |  |                  |                  | PKS              | PKS              | PKS              | PKS              | PKS  | PKS  |                     |                     |                     |                     |                     |                     |  |  |                         |                         |                         |                         | PKT                     | PKT                     | PKT  | PKT  | PKT  | PKT  |  |  |  |  |  |  |  |  |  |  |  |  | PKB  | PKB  | PKB  | PKB  | PKB  | PKB  |  |  |  |  |  |  |  |  |  |  |  |  |  |  |  |  |  |  |  |  |  |  |  |  |
|  |  |  |  | PKM (1969)           | PKM (1969)           | PKM (1969)           | PKM (1969)           | PKM (1969)           | PKM (1969)           |  |  |                      |                      |                      |                      |                      |                      |  |  |                  |                  | PKS              | PKS              | PKS              | PKS              | PKS  | PKS  |                     |                     |                     |                     |                     |                     |  |  |                         |                         |                         |                         | PKT                     | PKT                     | PKT  | PKT  | PKT  | PKT  |  |  |  |  |  |  |  |  |  |  |  |  | PKB  | PKB  | PKB  | PKB  | PKB  | PKB  |  |  |  |  |  |  |  |  |  |  |  |  |  |  |  |  |  |  |  |  |  |  |  |  |
|  |  |  |  | PKMN                 | PKMN                 | PKMN                 | PKMN                 | PKMN                 | PKMN                 |  |  |                      |                      |                      |                      |                      |                      |  |  |                  |                  | PKMS             | PKMS             | PKMS             | PKMS             | PKMS | PKMS |                     |                     |                     |                     |                     |                     |  |  |                         |                         |                         |                         | PKTM                    | PKTM                    | PKTM | PKTM | PKTM | PKTM |  |  |  |  |  |  |  |  |  |  |  |  | PKBM | PKBM | PKBM | PKBM | PKBM | PKBM |  |  |  |  |  |  |  |  |  |  |  |  |  |  |  |  |  |  |  |  |  |  |  |  |
|  |  |  |  | PKMN                 | PKMN                 | PKMN                 | PKMN                 | PKMN                 | PKMN                 |  |  |                      |                      |                      |                      |                      |                      |  |  |                  |                  | PKMS             | PKMS             | PKMS             | PKMS             | PKMS | PKMS |                     |                     |                     |                     |                     |                     |  |  |                         |                         |                         |                         | PKTM                    | PKTM                    | PKTM | PKTM | PKTM | PKTM |  |  |  |  |  |  |  |  |  |  |  |  | PKBM | PKBM | PKBM | PKBM | PKBM | PKBM |  |  |  |  |  |  |  |  |  |  |  |  |  |  |  |  |  |  |  |  |  |  |  |  |
|  |  |  |  |                      |                      |                      |                      |                      |                      |  |  |                      |                      |                      |                      |                      |                      |  |  |                  |                  | PKMSN            |                  |                  |                  |      |      |                     |                     |                     |                     |                     |                     |  |  |                         |                         |                         |                         |                         |                         |      |      |      |      |  |  |  |  |  |  |  |  |  |  |  |  |      |      |      |      |      |      |  |  |  |  |  |  |  |  |  |  |  |  |  |  |  |  |  |  |  |  |  |  |  |  |
|  |  |  |  |                      |                      |                      |                      |                      |                      |  |  |                      |                      |                      |                      |                      |                      |  |  |                  |                  |                  |                  |                  |                  |      |      |                     |                     |                     |                     |                     |                     |  |  |                         |                         |                         |                         |                         |                         |      |      |      |      |  |  |  |  |  |  |  |  |  |  |  |  |      |      |      |      |      |      |  |  |  |  |  |  |  |  |  |  |  |  |  |  |  |  |  |  |  |  |  |  |  |  |
|  |  |  |  | PKP Petcheneg (2001) |                      |                      |                      |                      |                      |  |  |                      |                      |                      |                      |                      |                      |  |  |                  |                  |                  |                  |                  |                  |      |      |                     |                     |                     |                     |                     |                     |  |  |                         |                         |                         |                         |                         |                         |      |      |      |      |  |  |  |  |  |  |  |  |  |  |  |  |      |      |      |      |      |      |  |  |  |  |  |  |  |  |  |  |  |  |  |  |  |  |  |  |  |  |  |  |  |  |
|  |  |  |  |                      |                      |                      |                      |                      |                      |  |  |                      |                      |                      |                      |                      |                      |  |  |                  |                  |                  |                  |                  |                  |      |      |                     |                     |                     |                     |                     |                     |  |  |                         |                         |                         |                         |                         |                         |      |      |      |      |  |  |  |  |  |  |  |  |  |  |  |  |      |      |      |      |      |      |  |  |  |  |  |  |  |  |  |  |  |  |  |  |  |  |  |  |  |  |  |  |  |  |
|  |  |  |  |                      |                      |                      |                      |                      |                      |  |  |                      |                      |                      |                      |                      |                      |  |  |                  |                  |                  |                  |                  |                  |      |      |                     |                     |                     |                     |                     |                     |  |  |                         |                         |                         |                         |                         |                         |      |      |      |      |  |  |  |  |  |  |  |  |  |  |  |  |      |      |      |      |      |      |  |  |  |  |  |  |  |  |  |  |  |  |  |  |  |  |  |  |  |  |  |  |  |  |
|  |  |  |  | Version d'infanterie | Version d'infanterie | Version d'infanterie | Version d'infanterie | Version d'infanterie | Version d'infanterie |  |  | Version sur tourelle | Version sur tourelle | Version sur tourelle | Version sur tourelle | Version sur tourelle | Version sur tourelle |  |  | Version coaxiale | Version coaxiale | Version coaxiale | Version coaxiale | Version coaxiale | Version coaxiale |      |      | Version sur trépied | Version sur trépied | Version sur trépied | Version sur trépied | Version sur trépied | Version sur trépied |  |  | Version vision nocturne | Version vision nocturne | Version vision nocturne | Version vision nocturne | Version vision nocturne | Version vision nocturne |      |      |      |      |  |  |  |  |  |  |  |  |  |  |  |  |      |      |      |      |      |      |  |  |  |  |  |  |  |  |  |  |  |  |  |  |  |  |  |  |  |  |  |  |  |  |

### PKM
Mise en service en 1969, la PK modernisée introduit un canon plus léger et un peu plus court, ainsi que l'utilisation de nouveaux matériaux pour alléger l'arme, en particulier du plastique qui vient remplacer le bois dans certaines pièces. Grâce à ces changements l'arme est plus légère de 1 500 g. Elle est facilement identifiable grâce au cache flamme de son canon (pièce située à l'extrémité de celui-ci), qui ne présente pas de longues perforations comme sur la PK, mais un embout avec plusieurs petits trous. On peut de plus y adapter différents optiques d'aide au tir.

#### PKMN
Version spéciale pour accueillir un viseur nocturne.

### PKS/PKMS
La Poulemiot Kalashnikova Stankoviy est une PK/PKM montée sur un trépied spécial pour une meilleure stabilité et afin de pouvoir faire du tir anti aérien.

### PKT/PKMT
La Poulemiot Kalashnikova Tankoviy est la variante du PK/PKM utilisée comme mitrailleuse coaxiale sur presque tous les blindés soviétiques tels les chars T-64, le T-72, T-80 ou le T-90 mais aussi les véhicules blindés BMP-1 / 2 / 3 ou BTR-80 ainsi que le drone de combat Uran-9. Son actionnement est électrique et guidé depuis l'intérieur du char, ce qui fait que sa crosse et sa poignée ont été retirées. Il ne reste donc que le canon, qui dépasse très légèrement du véhicule, et le corps de l'arme. À noter que son canon a été alourdi afin de permettre un tir plus intensif.

### PKB/PKMB
Poulemiot Kalashnikova na Bronetransportere : version presque identique à la PK prévue pour être utilisée depuis les tourelles de véhicules ou de blindés de type BTR-40 / 50 / 60. Elle est installée sur un dispositif pivotant et en général elle est équipée des boites à munitions de 200-250 cartouches. Elle dispose d'un amortisseur à ressort pour réduire le recul ainsi qu'une poche à douille située sur la culasse pour éviter que les douilles brûlantes entrent dans le véhicule. Avec le retrait des vieux modèles de BTR on la retrouve de plus en plus sur des véhicules léger comme des pick-up. La PKB peut être détachée du véhicule est utilisée comme arme d'infanterie.

### Galerie

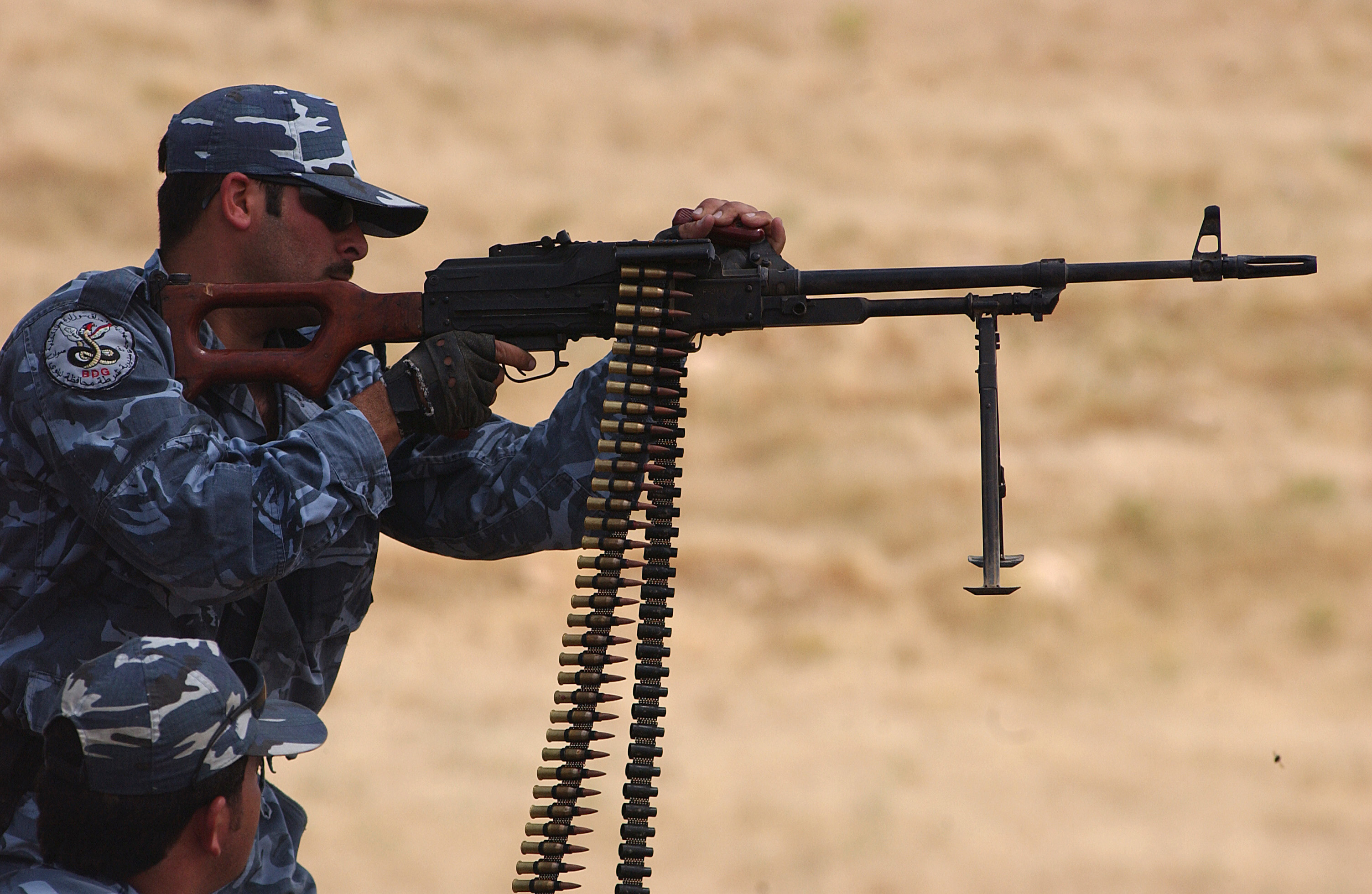
PK - Version d'infanterie originale 1961
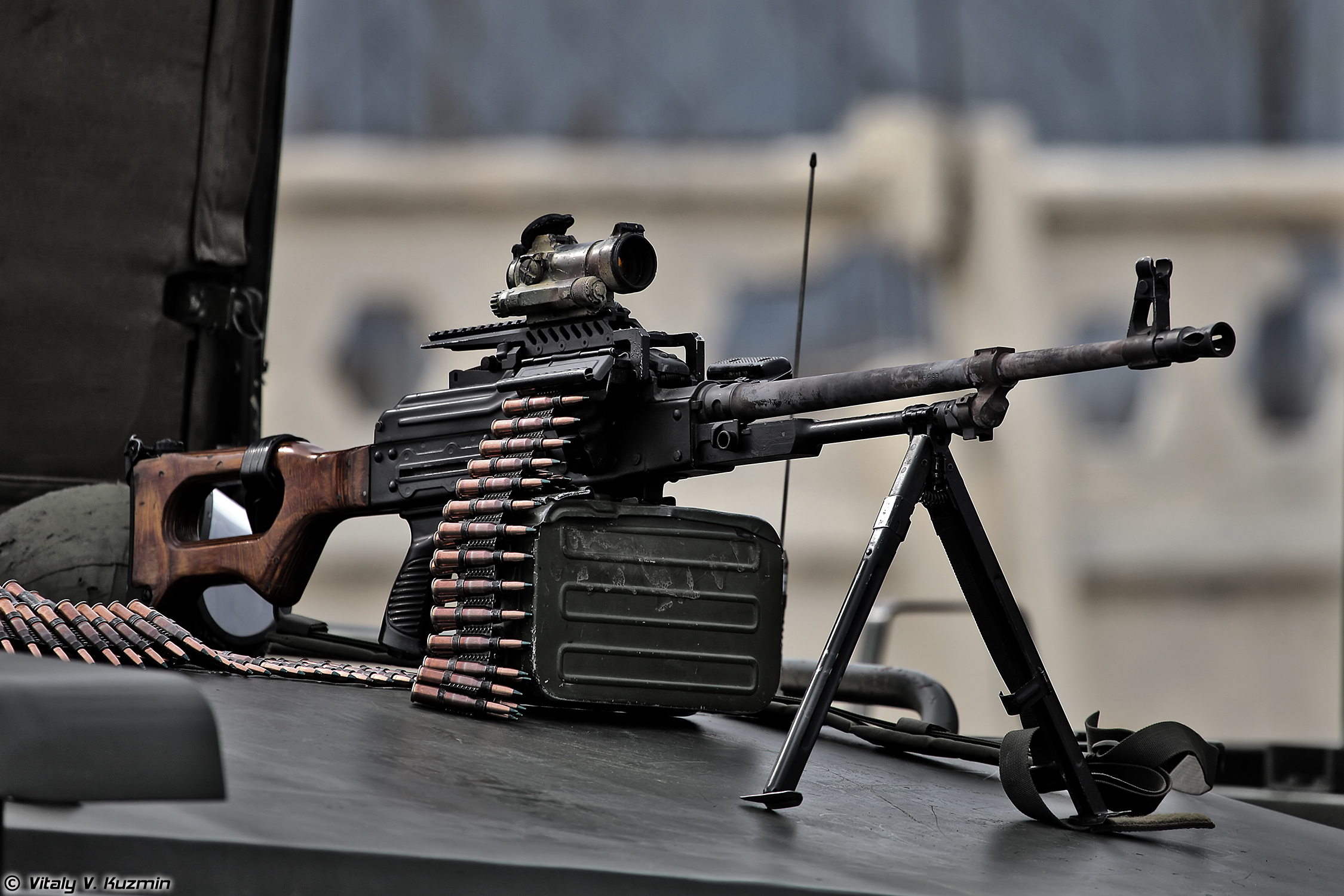
PKM - Version d'infanterie modernisée 1969
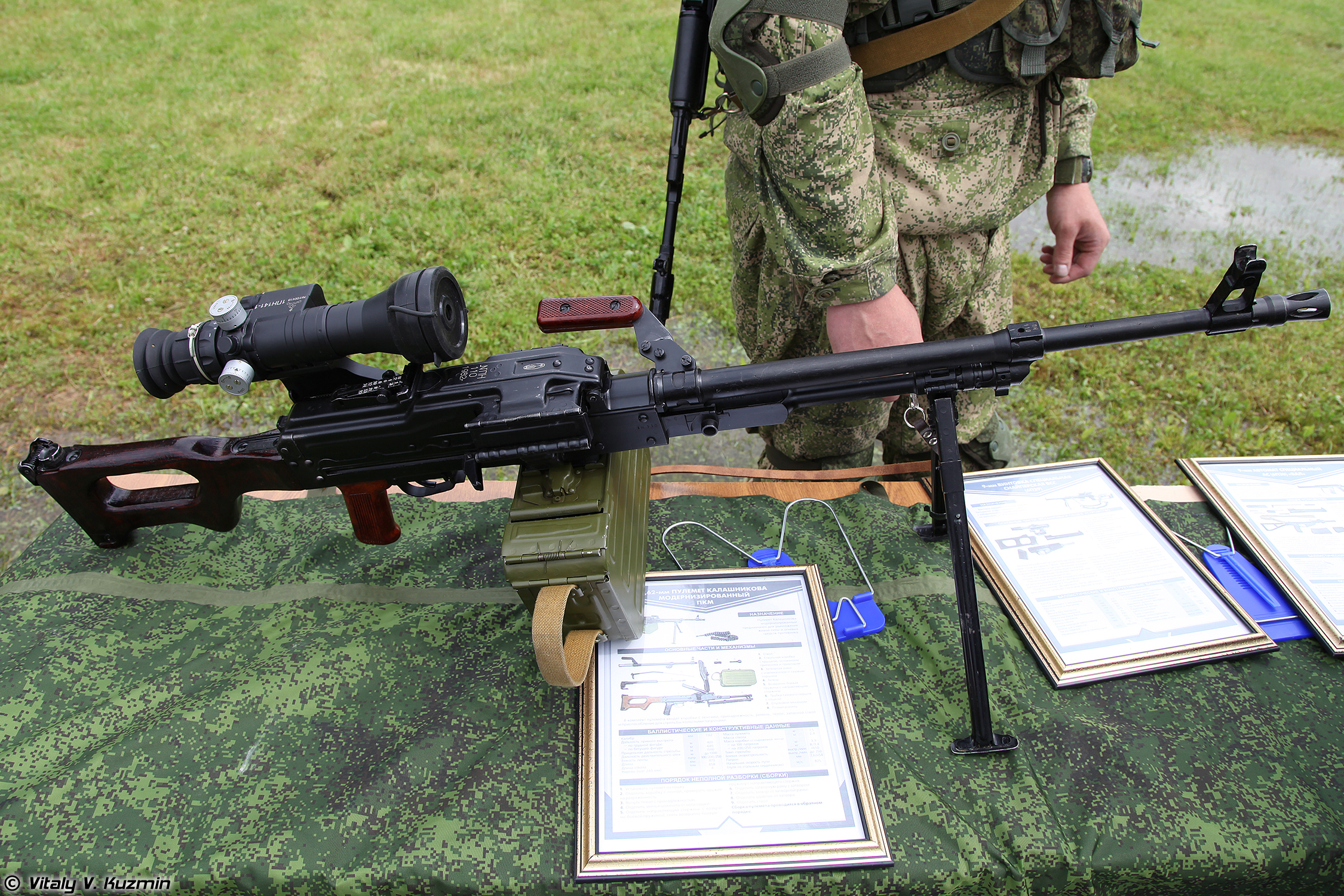
PKMN - PKM avec viseur nocturne
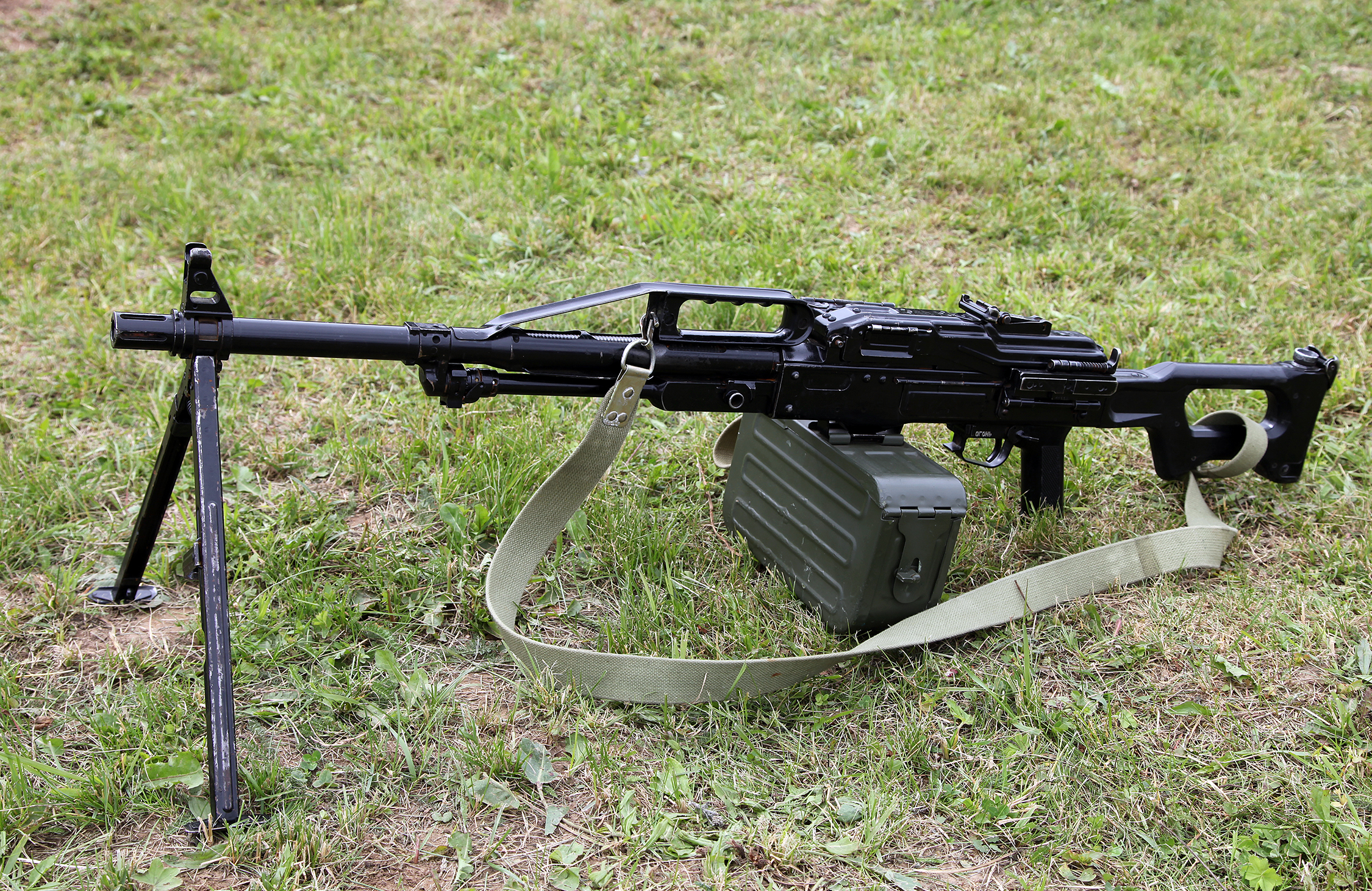
PKP Pecheneg - Version d’infanterie modernisé 2001
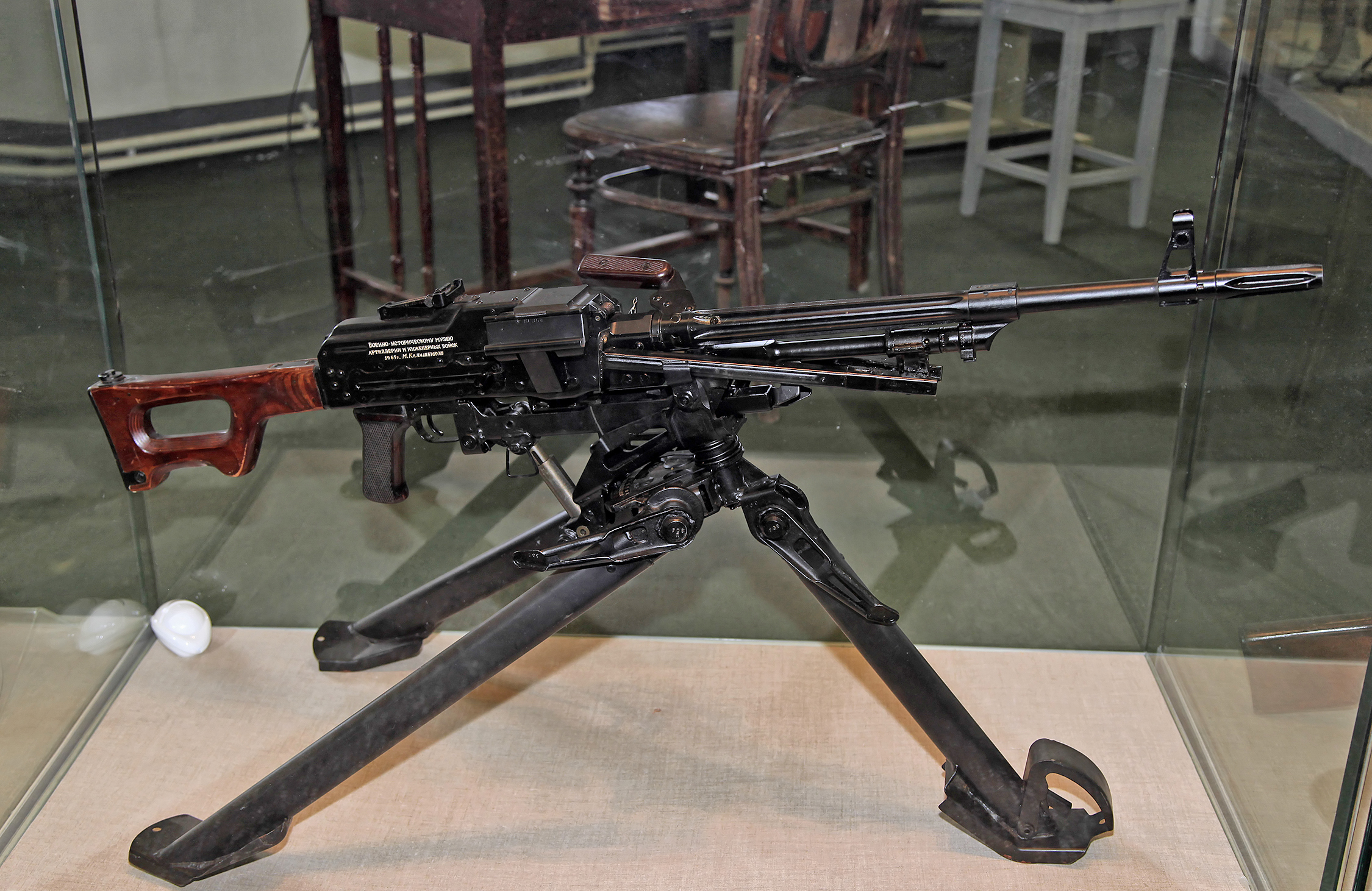
PKS - Version trépieds
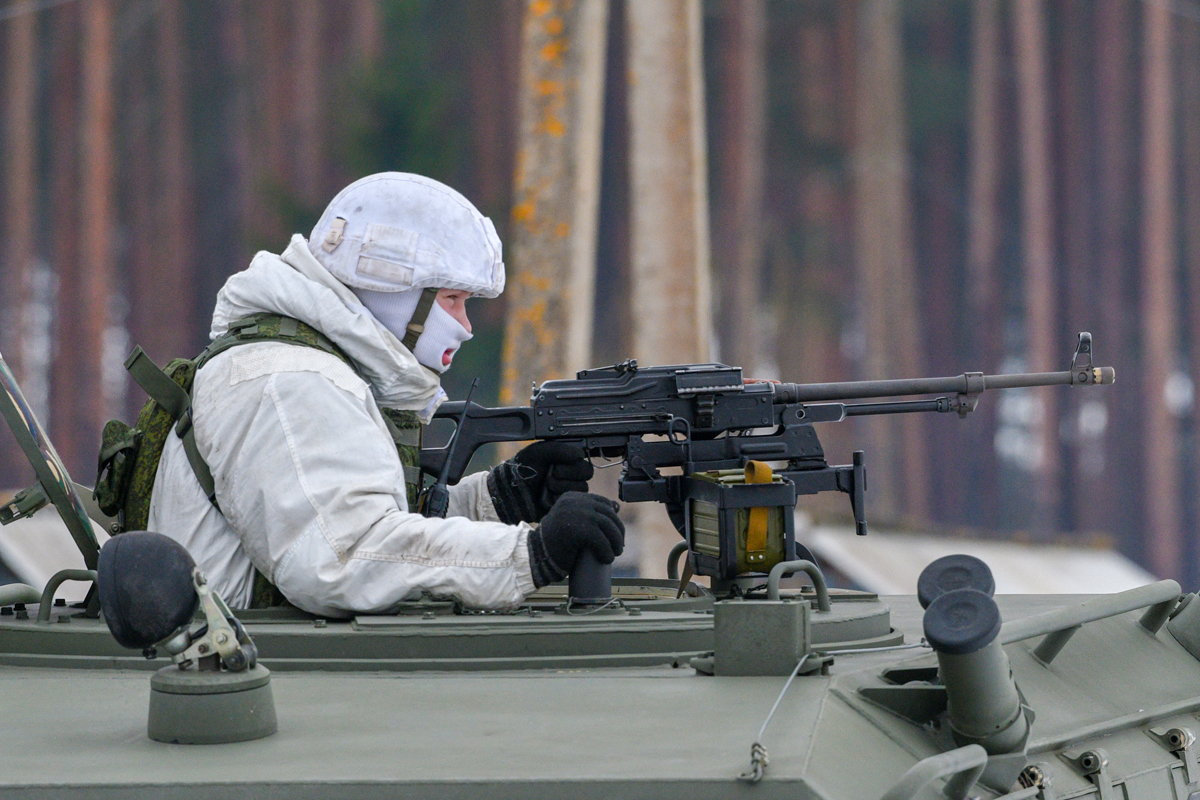
PKBM - Version sur tourelle
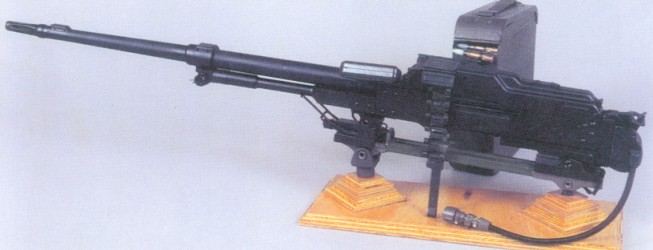
PKT - Version pour char
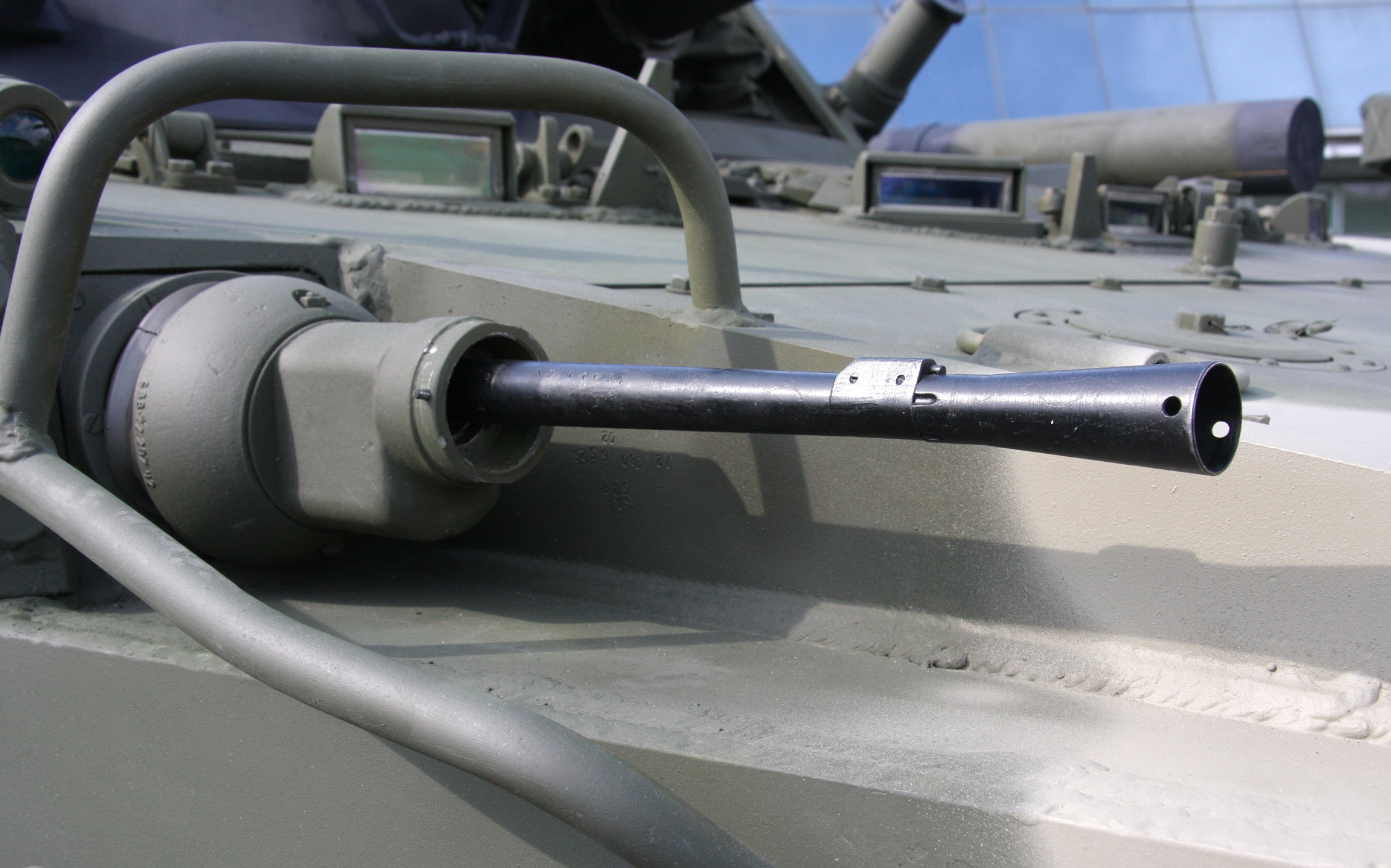
PKT - Installé sur BMP-3
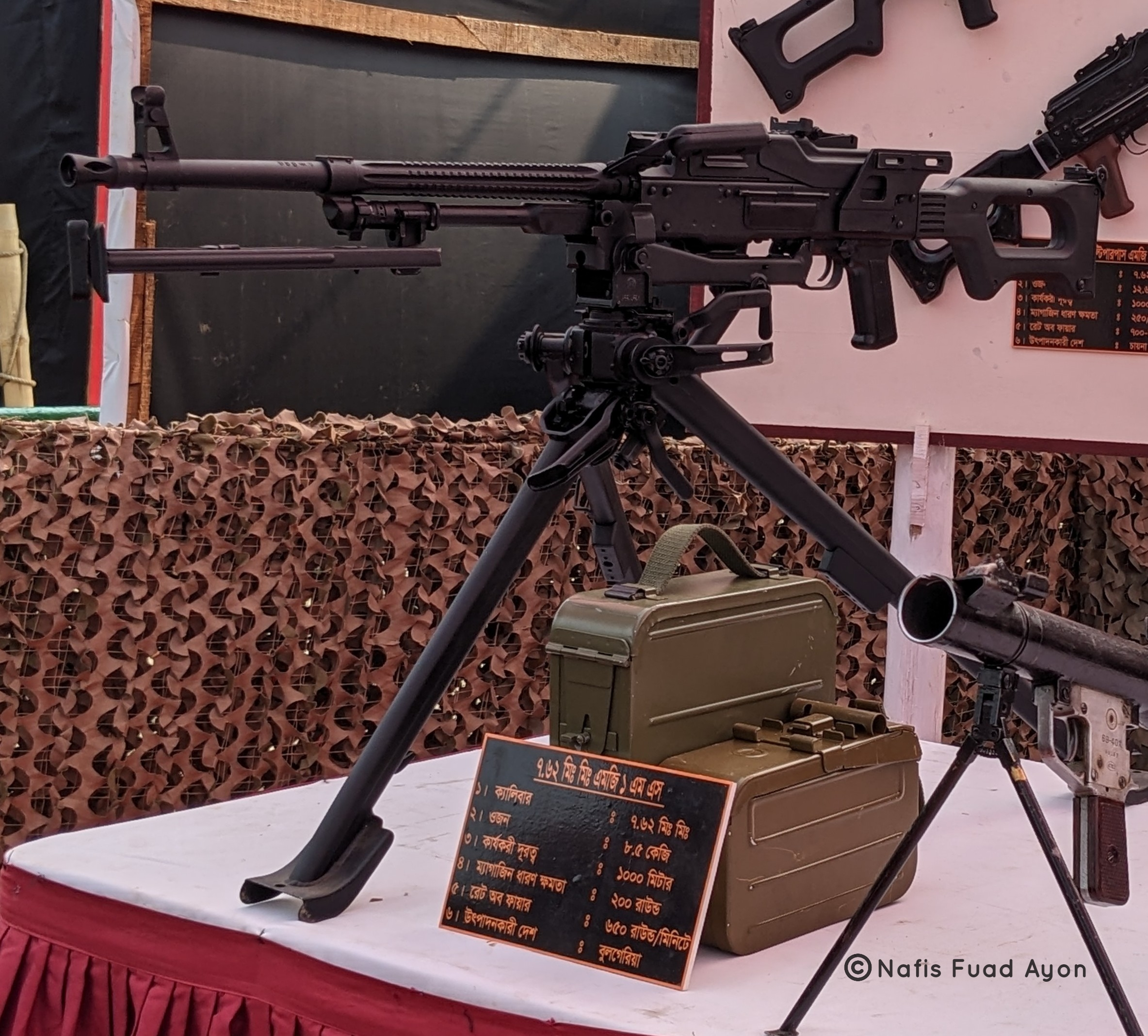
MG1-MS - PKM Bulgare
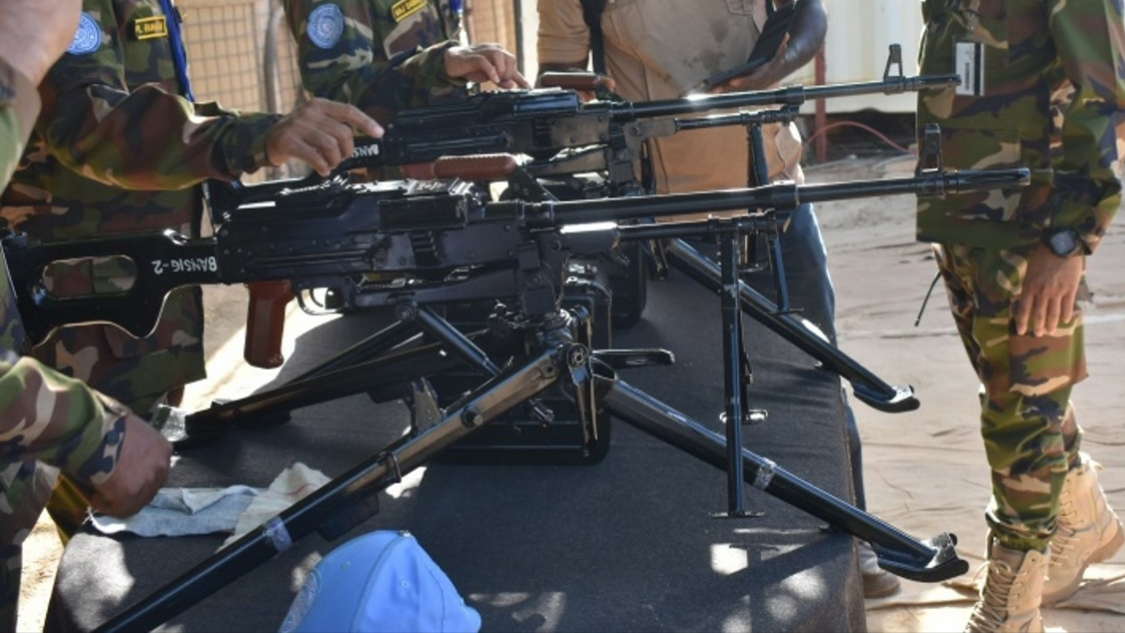
Type 80 - PKM Chinois

## Versions produites hors de l'URSS/Russie

### Roumanie

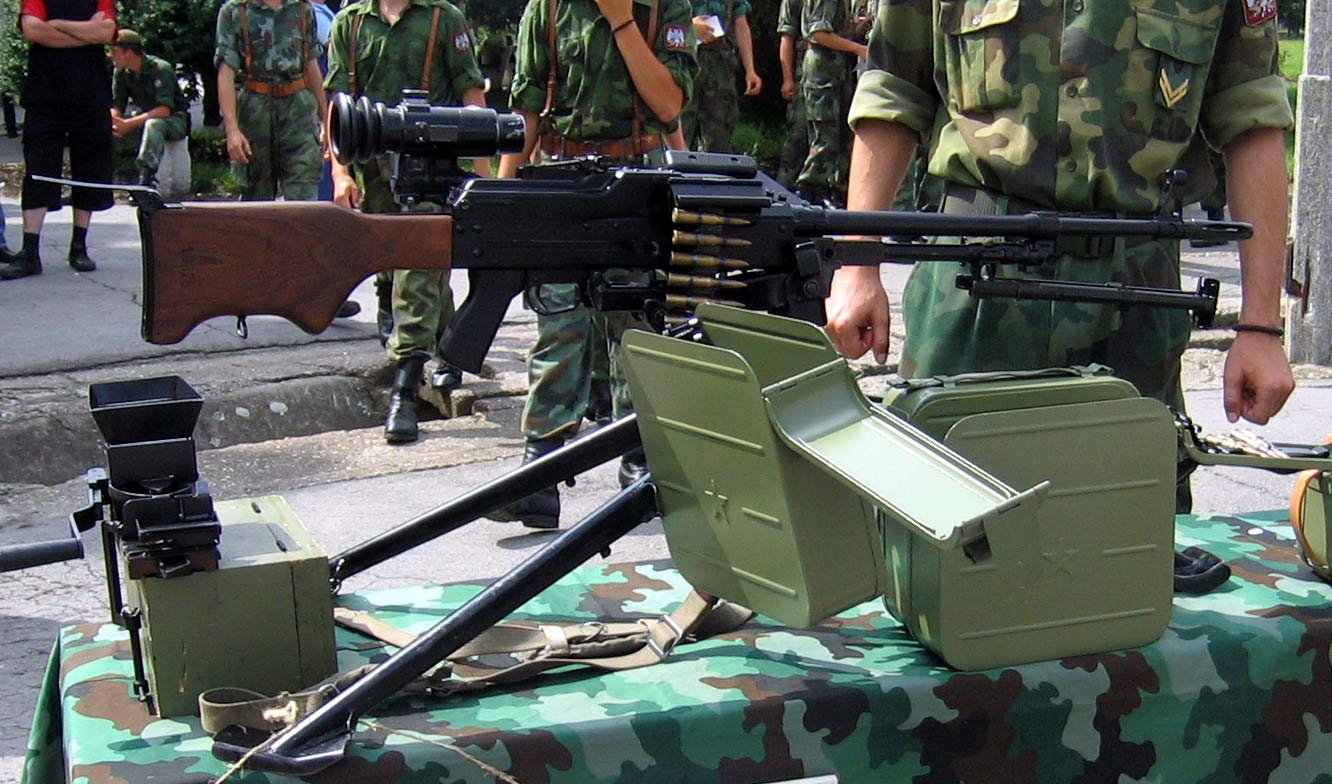
Zastava M84 sur trépied munie d'une lunette de tir

Les arsenaux roumains ont fabriqué les PK et PKS sous le nom de « Mitrailleuse M66 ».

### Chine populaire/Serbie: des copies presque conformes
Les PK/PKM ont été produites avec ou sans licence en République populaire de Chine (mitrailleuse Norinco type 80 dans son calibre d'origine et CF06 en 7,62 OTAN). Des Norinco Type 80 ont été vendues aux Forces armées du Bangladesh (fabrication locale comme BD-14 par les Arsenaux bangladeshis, du Cambodge, de Croatie, de Malte, du Sri Lanka et de Syrie.)
La célèbre usine d'armement yougoslave puis serbe Zastava Arms  produit encore aujourd'hui des M84 (PKM mais munie d'une crosse pleine), M86 (PKB) et M87 (PKT armant le char M-84). La FAZ M84 a été exportée en Irak, où elle est aussi utilisée par des contractors.
| Modèle               | Munition            | Cadence de tir théorique | Longueur | Canon | Masse à vide | Alimentation              |
| -------------------- | ------------------- | ------------------------ | -------- | ----- | ------------ | ------------------------- |
| Mitrailleuse Type 80 | 7,62mm Mosin-Nagant | 650 coups par minute     | 119 cm   | 67 cm | 7,9 kg       | 50/100/200/250 cartouches |
| Zastava M84          | 7,62x54 mm R (rare) | 700 coups par minute     | 117 cm   | 66 cm | 10 kg        | 100/200/250 cartouches    |

### Arsenal MG (Bulgarie)

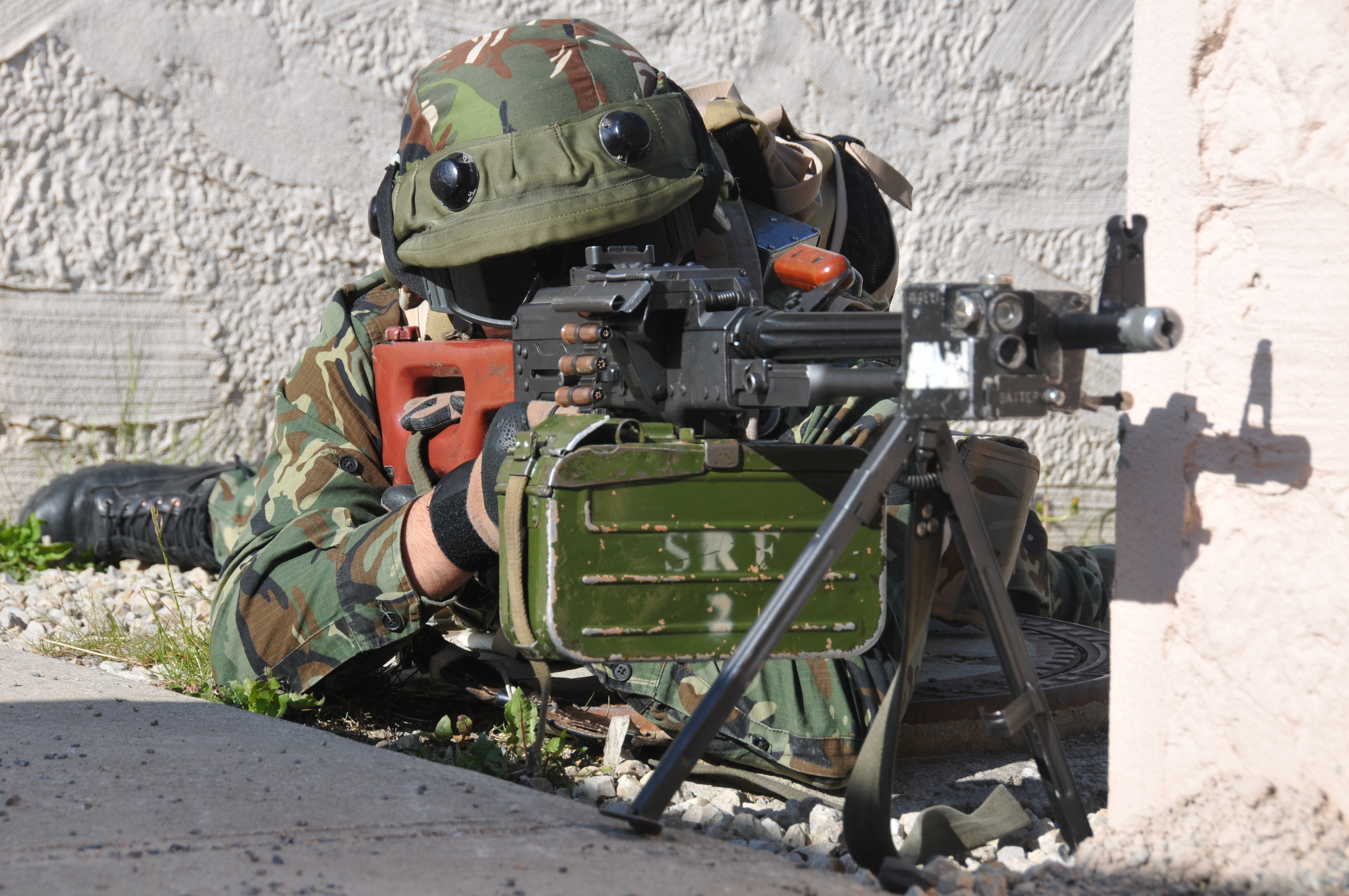
Un soldat bulgare en entrainement en Allemagne en 2014.

Les arsenaux bulgares produisent les versions suivantes en calibres 7,62 mm Mosin Nagant ou 7,62 OTAN :
- MG : version de base avec bipied
- MG-M1 : version modernisée
- MG-M1S : version de l'arme précédente montée sur trépied
- MG-T : mitrailleuse de char
- MG-N : prévue pour être utilisée sur une embarcation
- MG1-M : arme tropicalisée pour être utilisée en milieu désertique.
- MG1-MS : version de l'arme précédente montée sur trépied

En 2023 un groupe de volontaires Ukrainiens ont acheté à la Bulgarie 1 460 PKM pour une valeur de 6,75 Millions € soit un peu plus de 4 500 € par fusil-mitrailleur.

### Mitrailleuse type 68 (Corée du Nord)
Les arsenaux nord-coréens produisent une version légèrement modifiée de la PK. La crosse est droite, pleine et dotée d'une épaulière. Le levier d'armement est plus long. Sa hausse est à planchette pliante. Elle est en service aussi dans l'armée de terre togolaise.

### UKM-2000(Pologne)
Version quasi identique à la PKM développée au début des années 2000 mais chambrée en  calibre 7,62 × 51 mm OTAN.

## Utilisations

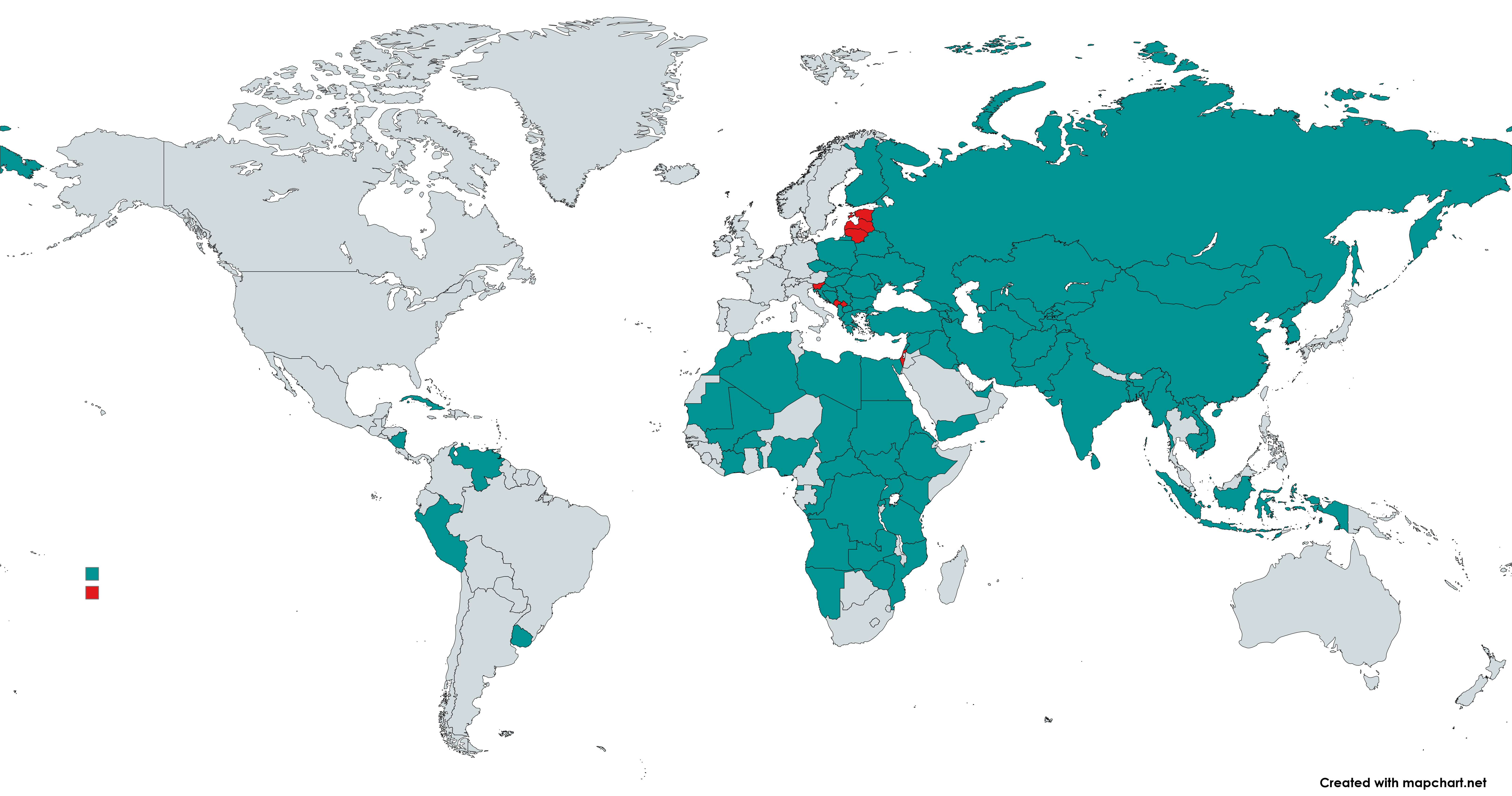
Utilisateurs du PK et ses copies en 2024. (y compris sur véhicules blindés)

La PK fut utilisée en tant que mitrailleuse standard de l'infanterie de l'Armée rouge et a été installée sur la quasi-totalité des véhicules de l'armée soviétique. Elle est encore en service, notamment dans les pays de l'ex-Bloc de l'Est qui l'ont pratiquement tous adoptée après l'URSS. De plus, le soutien que celle-ci a apporté à de nombreux pays du tiers-monde ajouté à la grande simplicité de la PK a contribué à ce qu'elle se répande à travers le monde entier pour devenir l'une des mitrailleuses les plus utilisées à ce jour. De même que l'AK-47, le SVD et le RPG-7, la PK fait partie de toutes ces armes russes qui ont été disséminées sur toute la planète. On la retrouve généralement accompagnée par le fusil d'assaut AK-47, mais de nombreux pays (comme la Russie, la Pologne ou l'Ukraine) continuent à l'employer bien qu'ils aient modernisé leurs autres armes légères (avec l'entrée en service des AK-74). La PK est aussi énormément utilisée par des acteurs non étatiques et fait notamment partie de l'armement de base des peshmerga et des guérillas kurdes comme le PKK, YPG, YPJ mais également d'autres groupes comme l’État islamique ou le Front de libération du peuple du Tigré.

En effet, la PK a eu souvent l'occasion de démontrer sa qualité, et semble encore avoir un bel avenir devant elle. Cette mitrailleuse polyvalente et ses variantes/copies fut et/ou est encore en service dans les pays suivants,,,, :
- Afghanistan
- Albanie
- Algérie
- Angola
- Arménie
- Azerbaïdjan
- Bangladesh : Type 80 chinoise
- Biélorussie
- Birmanie
- Bosnie-Herzégovine : M84 yougoslaves
- Botswana
- Burkina Faso
- Bulgarie
- Cambodge : Type 80 chinoise
- Chine
- Chypre : sur BMP-3
- Côte d'Ivoire
- Croatie : M84 yougoslaves
- Cuba
- Corée du Nord
- Corée du Sud : sur BMP-3
- Égypte : sur BMP-1
- Émirats arabes unis : sur BMP-3
- Éthiopie
- Érythrée
- Finlande
- Géorgie
- Grèce
- Guinée équatoriale : sur BMP-1
- Hongrie
- Inde
- Indonésie : sur BMP-2 / BMP-3
- Iran
- Irak
- Kazakhstan
- Kenya
- Kirghizistan
- Koweït : sur BMP-2 / BMP-3
- Laos
- Liban
- Libye
- Macédoine
- Maldives : sur BMP-2
- Mali
- Malte
- Mauritanie
- Maroc
- Mongolie
- Mozambique : sur BMP-1
- Namibie
- Nicaragua
- Niger
- Nigeria
- Pakistan
- Pérou
- Pologne
- République arabe sahraouie démocratique
- République centrafricaine
- République du Congo
- République démocratique du Congo
- République tchèque
- Roumanie
- Russie
- Rwanda
- Serbie : Zastava M84/M86/M87
- Slovaquie
- Soudan
- Soudan du Sud
- Sri Lanka : 200 Types 80 chinoises
- Syrie
- Tadjikistan
- Tanzanie
- Tchad : sur BMP-1
- Togo
- Turkménistan
- Turquie
- Ukraine
- Uruguay : sur BMP-1
- Ouganda
- Ouzbékistan
- Venezuela
- Vietnam
- Yémen
- Zambie
- Zimbabwe
- Acteurs non-étatiques
- État islamique
- Hezbollah
- Houthis
- Kurdistan
- Groupe Wagner
- Sociétés militaires privées
-  Royaume-Uni
-  États-Unis
-  Afrique du Sud
- Anciens utilisateurs
- Allemagne de l'Est
- Estonie
- Israël : sur véhicules capturés
- Lettonie
- Lituanie
- Slovénie
- Union soviétique
- Yougoslavie

## Fiction et jeux vidéo
La PK est notamment visible dans :
- L'Aigle de fer 2
- Battlefield 2
- Battlefield: Bad Company 2
- Conflict: Desert Storm II
- Conflict: Global Storm
- Far Cry 2
- Far Cry 3
- Escape from Tarkov
- Freedom Fighters
- Metal Gear Solid 4: Guns of the Patriots
- Medal of Honor
- Operation Flashpoint: Cold War Crisis
- Call of duty : Modern warfare
- Insurgency: Sandstorm
- ARMA II
- Squad